# Wyścig Paryż–Berlin 1901
Wyścig Paryż–Berlin 1901 – wyścig samochodowy pomiędzy Paryżem a Berlinem, który odbywał się w dniach 27–29 czerwca 1901 roku.

## Trasa
Trasa pomiędzy Paryżem a Berlinem liczyła 1200 kilometrów. Podczas trzech dni (27–29 czerwca) kierowcy pokonywali dystanse od 290 do 460 kilometrów dziennie. Trasa została odpowiednio zabezpieczona. Niebezpieczne miejsca oznaczono niebieskimi chorągiewkami, a postój żółtymi. Około 50 miast zostało „zneutralizowanych” (wszystkie samochody musiały je pokonywać z taką samą szybkością i tym samym czasie). Po dojechaniu do miasta zapisywano na karcie czas, a następnie pilot na rowerze przeprowadzał samochód przez miasto. Po upływie określonego czasu kierowca mógł pojechać w dalszą trasę. W przygotowaniu wyścigu pomagało 2000 członków automobilklubów oraz dodatkowo policjanci i żołnierze.

## Przebieg

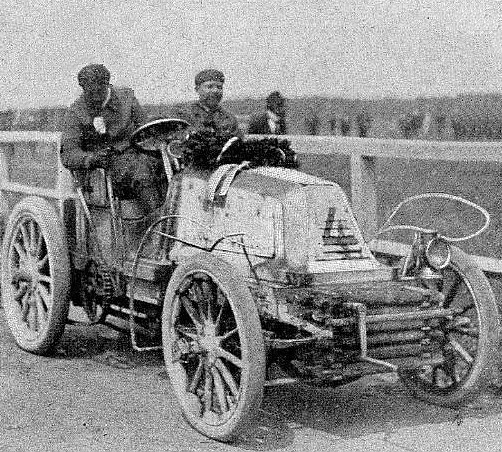
Henri Fournier podczas wyścigu Paryż–Berlin 1901

Uczestnicy musieli wnieść opłatę do 300 franków w zależności od klasy. Były cztery: I – samochody ważące ponad 1450 funtów (650 kg), II – samochody ważące od 880 do 1450 funtów (od 400 do 650 kg), III – samochody ważące od 550 do 880 funtów (poniżej 400 kg), IV – motocykle o masie mniejszej niż 550 funtów.
Organizatorem wyścigu był Automobile Club de France (ACF). Start nastąpił 27 czerwca w Paryżu. Jako pierwszy na trasę wystartował Etienne Giraud o 3.30 rano. Następni zawodnicy startowali co 2 minuty. Pierwszy etap prowadził do Akwizgranu, gdzie zawodnicy spędzili noc. Po przyjechaniu na miejsce samochód parkowano w wyznaczonym pomieszczeniu. Kierowca i jego asystenci mieli 15 minut na przegląd samochodu. Następnego dnia przed wyruszeniem otrzymywali dodatkową godzinę na przygotowanie pojazdu do trasy. Do Akwizgranu jako pierwszy przyjechał Henri Fournier. Następnego dnia o 5 rano nastąpił start do kolejnego etapu. Drugi etap kończył się w Hanowerze. Jako pierwszy przyjechał Fournier (czas 5 godzin 24 minuty), ale Antony (Henri Robert Debray) był szybszy (5 godzin 6 minut). Rano o piątej jako pierwszy wystartował Fournier i on jako pierwszy dotarł do Berlina. Meta wyścigu była pod miastem na torze wyścigowym Tradderenaben.

## Wyniki
Lista najszybszych
| Nr  | Nr startowy | Kategoria i miejsce w jej obrębie | Kierowca              | Czas        | Szybkość mile/godzinę | Pojazd                    |
| --- | ----------- | --------------------------------- | --------------------- | ----------- | --------------------- | ------------------------- |
| 1.  | 4           | I - 1                             | Henry Fournier        | 16 h 5 min  | 44,12                 | Mors                      |
| 2.  | 6           | I - 2                             | Leonce Girardot       | 17 h 7 min  | 43,40                 | Panhard                   |
| 3.  | 7           | I - 3                             | Renée de Knyff        | 17 h 42 min | 43,24                 | Panhard                   |
| 4.  | 163         | I - 4                             | Henry Brasier         | 17 h 42 min | 41,97                 | Mors                      |
| 5.  | 112         | I - 5                             | Henry Farman          | 18 h 21 min | 40,49                 | Panhard                   |
| 6.  | 5           | I - 6                             | Fernand Charron       | 18 h 51 min | 39,41                 | Panhard                   |
| 7.  | 16          | I - 7                             | André Axt             | 18 h 58 min | 39,38                 | Panhard                   |
| 8.  | 126         | III - 1                           | Louis Renault         | 19 h 31 min | 38,07                 | Renault                   |
| 9.  | 104         | IV - 1                            | Georges Osmont        | 19 h 15 min | 38,60                 | de Dion (motocykl)        |
| 10. | 13          | I - 8                             | Charles Jarrott       | 19 h 34 min | 37,97                 | Panhard                   |
| 11. | 8           | I - 9                             | Chauchard             | 19 h 36 min | 37,93                 | Panhard                   |
| 12. | 2           | I - 10                            | Gilles Hourgieres     | 19 h 38 min | 37,86                 | Mors                      |
| 13. | 14          | I - 11                            | Heath                 | 19 h 43 min | 37.68                 | Panhard                   |
| 14. | 1           | II - 1                            | Etienne Giraud        | 19 h 51 min | 37,43                 | Panhard                   |
| 15. | 19          | I - 12                            | Karl Voigt            | 20 h 12 min |                       | Panhard                   |
| 16. | 127         | IV - 2                            | Gay Bardeau           | 20 h 53 min |                       | de Dion (motocykl)        |
| 17. | 15          | I - 13                            | Gustave Leys          | 21 h 01 min |                       | Panhard                   |
| 18. | 39          | I - 14                            | Wilhelm Werner        | 21 h 29 min |                       | Mercedes                  |
| 19. | 158         | I - 15                            | Carel van der Heyden  | 21 h 39 min |                       | Panhard                   |
| 20. | 18          | I - 16                            | Adolphe Clément       | 21 h 53 min |                       | Panhard                   |
| 21. | 34          | IV - 3                            | Georges Cormier       | 21 h 58 min |                       | de Dion-Bouton (motocykl) |
| 22. | 102         | II - 2                            | Guy Berteaux          | 22 h 03 min |                       | Panhard                   |
| 23. | 149         | II - 3                            | Georges Teste         | 22 h 03 min |                       | Panhard                   |
| 24. | 131         | IV - 4                            | Pierre Bardin         | 22 h 11 min |                       | de Dion-Bouton (motocykl) |
| 25. | 80          | II - 4                            | Jules Sincholle       | 22 h 13 min |                       | Darracq                   |
| 26. | 106         | III - 2                           | Grus                  | 22 h 28 min |                       | Renault                   |
| 27. | 76          | II - 5                            | Jacques Edmond        | 23 h 04 min |                       | Darracq                   |
| 28. | 40          | I - 17                            | Georges Lemaître      | 23 h 09 min |                       | Mercedes                  |
| 29. | 33          | I - 18                            | Charles Rolls         | 24 h 12 min |                       | Mors                      |
| 30. | 139         | II - 6                            | Émile Kraeutler       | 24 h 38 min |                       | Peugeot                   |
| 31. | 68          | II - 7                            | Albert Roland         | 24 h 41 min |                       | Gobron-Brillié            |
| 32. | 135         | II - 8                            | Gondoin               | 25 h 15 min |                       | Panhard                   |
| 33. | 122         | I - 19                            | Camille du Gast       | 25 h 30 min |                       | Panhard                   |
| 34. | 46          | II - 9                            | Mercy                 | 25 h 20 min |                       | Gladiator                 |
| 35. | 151         | II - 10                           | Philippe Dernier      | 27 h 15 min |                       | Gobron-Brillié            |
| 36. | 87          | I - 20                            | Eugène Brillié        | 28 h 44 min |                       | Nancéenne                 |
| 37  | 154         | III - 3                           | Morin                 | 29 h 00 min |                       | Corre                     |
| 38. | 157         | I - 21                            | Jean-Marie de Crawhez | 29 h 06 min |                       | Pipe                      |
| 39. | 48          | II - 11                           | Haban                 | 30 h 39 min |                       | Nesseldorf                |
| 40. | 51          | II - 12                           | A. Collin             | 33 h 25 min |                       | Sirène                    |
| 41. | 109         | III - 4                           | Meville               | 34 h 40 min |                       | Renault                   |
| 42. | 108         | III - 5                           | Lamy                  | 36 h 01 min |                       | Renault                   |
| 43. | 89          | II - 13                           | Louis Rigolly         | 36 h 11 min |                       | Gobron-Brillié            |
| 44  | 161         | III - 6                           | de Lisle              | 37 h 39 min |                       | Darracq                   |
| 45. | 137         | II - 14                           | Peschard              | 38 h 04 min |                       | Pieper                    |
| 46. | 25          | II - 15                           | Turgan                | 38 h 53 min |                       | Turgan-Foy                |
| 47. | 28          | I - 22                            | Adrien de Turckheim   | 40 h 09 min |                       | de Dietrich               |

## Nagrody
Henri Fournier otrzymał Puchar Kaisera (Wilhelma II) z napisem „Cesarz Wilhelm II dla wyścigu samochodowego Paryż–Berlin 27–29 czerwca 1901”, dodatkowo nagrody Wielkiego Księcia Luksemburga i miasta Hanoweru. Maurice Farman wygrał puchar króla Leopolda za najlepszy czas przejazdu przez teren Belgii. Etienne Giraud wygrał nagrodę Wielkiego Księcia Meklemburgii, Werner wazon Sevres prezydenta Loubeta, a Louis Renault nagrodę ufundowaną przez M. Pierre Baudina.